# José Fernando Cuadrado
José Fernando Cuadrado Romero (ur. 1 czerwca 1985 w Valledupar) – kolumbijski piłkarz, reprezentant kraju, grający na pozycji bramkarza.

## Kariera klubowa
Cuadrado swoją przygodę z piłką rozpoczął w juniorskich zespołach Millonarios z Bogoty, gdzie w 2005 awansował z drużyny U-20 do pierwszego składu. Bramki Millonarios strzegł w 70 spotkaniach. Na początku 2010 przeniósł się do Deportivo Cali. Wraz z drużyną udało mu się zdobyć puchar kraju w swoim pierwszym roku. 
Po kolejnym roku odszedł do drugoligowego Deportivo Pasto. Pomógł drużynie wygrać Categoría Primera B w 2011 oraz dotrzeć do finału Copa Colombia w 2012, gdzie Deportivo przegrało z Atlético Nacional. Od 2013 występował w Once Caldas, gdzie grał od początku 2013 do połowy stycznia 2019. Dla Once Caldas wystąpił przez 6 lat w 228 spotkaniach. Następnie występował w Atlético Nacional do końca 2020, po czym zakończył karierę piłkarską.
| Sezon | Klub              | Kraj     | Rozgrywki           | Mecze | Bramki |
| ----- | ----------------- | -------- | ------------------- | ----- | ------ |
| 2005  | Millonarios       | Kolumbia | Categoría Primera A | 5     | 0      |
| 2006  | Millonarios       | Kolumbia | Categoría Primera A | 7     | 0      |
| 2007  | Millonarios       | Kolumbia | Categoría Primera A | 16    | 0      |
| 2008  | Millonarios       | Kolumbia | Categoría Primera A | 17    | 0      |
| 2009  | Millonarios       | Kolumbia | Categoría Primera A | 22    | 0      |
| 2010  | Deportivo Cali    | Kolumbia | Categoría Primera A | 6     | 0      |
| 2011  | Deportivo Pasto   | Kolumbia | Categoría Primera B | 46    | 1      |
| 2012  | Deportivo Pasto   | Kolumbia | Categoría Primera B | 35    | 0      |
| 2013  | Once Caldas       | Kolumbia | Categoría Primera B | 32    | 0      |
| 2014  | Once Caldas       | Kolumbia | Categoría Primera B | 34    | 0      |
| 2015  | Once Caldas       | Kolumbia | Categoría Primera B | 35    | 0      |
| 2016  | Once Caldas       | Kolumbia | Categoría Primera B | 34    | 0      |
| 2017  | Once Caldas       | Kolumbia | Categoría Primera B | 38    | 0      |
| 2018  | Once Caldas       | Kolumbia | Categoría Primera B | 34    | 0      |
| 2019  | Atlético Nacional | Kolumbia | Categoría Primera B | 44    | 0      |
| 2020  | Atlético Nacional | Kolumbia | Categoría Primera B | 13    | 0      |

## Kariera reprezentacyjna
Cuadrado swój jedyny mecz w drużynie narodowej Kolumbii rozegrał 14 listopada 2017 w Chongqing przeciwko Chinom, wygrany 1:0. 
Kilka miesięcy później znalazł się w 23-osobowym składzie reprezentacji Kolumbii na Mistrzostwa Świata rozgrywane w Rosji. Podczas turnieju pełnił rolę rezerwowego bramkarza dla Davida Ospiny.  
| Mecze i gole w reprezentacji | Mecze i gole w reprezentacji | Mecze i gole w reprezentacji | Mecze i gole w reprezentacji | Mecze i gole w reprezentacji | Mecze i gole w reprezentacji | Mecze i gole w reprezentacji |
| #                            | Data                         | Miasto                       | Przeciwnik                   | Gol                          | Wynik                        | Rozgrywki                    |
| ---------------------------- | ---------------------------- | ---------------------------- | ---------------------------- | ---------------------------- | ---------------------------- | ---------------------------- |
| 1.                           | 14.11.2017                   | Chongqing                    | Chiny                        |                              | 4:0                          | towarzyski                   |

## Sukcesy
Deportivo Cali
- Copa Colombia (1): 2010

Deportivo Pasto
- Mistrzostwo Categoría Primera B (1): 2011
- Finał Copa Colombia (1): 2012

Once Caldas
- Finał Copa Colombia (1): 2018